# Гиглинген
Гиглинген (њем. Güglingen) град је у њемачкој савезној држави Баден-Виртемберг. Једно је од 46 општинских средишта округа Хајлброн. Према процјени из 2010. у граду је живјело 6.200 становника. Посједује регионалну шифру (AGS) 8125038.

## Географски и демографски подаци
Гиглинген се налази у савезној држави Баден-Виртемберг у округу Хајлброн. Град се налази на надморској висини од 206 метара. Површина општине износи 16,3 km². У самом граду је, према процјени из 2010. године, живјело 6.200 становника. Просјечна густина становништва износи 381 становника/km².

## Међународна сарадња
| Мјесто      | Држава    | Врста сарадње | Од    |
| ----------- | --------- | ------------- | ----- |
| Оне суз Оно | Француска | контакт       | 2005. |
| Извор       |           |               |       |